# 動物朋友 (電影)
《動物朋友》（英語：Animal Friends）是一部2026年美國真人動畫公路動作喜劇片，由彼得·阿田西歐執導，凱文·布羅斯（Kevin Burrows）與麥特·邁德爾（Matt Mider）編寫劇本，主演陣容包括萊恩·雷諾斯、傑森·摩莫亞、文斯·范恩、奧布瑞·普拉扎、愛蒂森·芮、丹·列維、李利·萊爾·豪艾里和若阿金·德阿尔梅达。
電影預定2026年5月1日在美國上映。

## 演員
- 萊恩·雷諾斯
- 傑森·摩莫亞
- 文斯·范恩
- 奧布瑞·普拉扎
- 愛蒂森·芮
- 丹·列維
- 李利·萊爾·豪艾里
- 若阿金·德阿尔梅达
- 艾麗·班柏

## 製作
該項目的消息於2023年4月公開，由萊恩·雷諾斯、傑森·摩莫亞、文斯·范恩及奧布瑞·普拉扎主演，彼得·阿田西歐執導。愛蒂森·芮下個月加入演出陣容。丹·列維2024年2月宣布參演。李利·萊爾·豪艾里和艾麗·班柏則在後續幾個月中簽約加入演出陣容。
双重否定公司宣布本片已於2023年6月投入製作。

## 發行
《動物朋友》在美國由索尼影視發行發行，原定2025年8月15日上映。2024年12月9日，發行權轉移給華納兄弟影業，華納兄弟原定2025年10月10日在美國上映本片，後來改期至2026年5月1日。

## 外部連結
- 互联网电影数据库（IMDb）上《動物朋友》的资料（英文）